# Папутин, Виктор Семёнович
Виктор Семёнович Папутин (1926—1979) — советский партийный и государственный деятель, деятель правоохранительных органов. Первый заместитель министра внутренних дел СССР (1974—1979). Генерал-лейтенант внутренней службы (1974).
Кандидат в члены ЦК КПСС, депутат Верховного Совета СССР.

## Биография
Родился 20 февраля 1926 года в деревне Зиновкино Московской губернии в семье крестьянина, русский. В 1932 году семья Папутиных переехала жить в Подольск.
В сентябре 1942 года закончил ремесленное училище № 12 в Подольске и был оставлен в нём, работая помощником мастера, затем мастером. С 1944 года был комсоргом училища. Член ВКП(б)/КПСС с 1945 года.
С 1947 года работал на заводе № 710 (Подольский электромеханический завод) — мастер, секретарь комитета ВЛКСМ, заместитель начальника цеха. Окончил вечерний индустриальный техникум и поступил в Тульский механический институт. C 1956 года, после окончания вуза, продолжил работу на заводе № 710 — был начальником 21-го цеха, затем секретарём парткома завода.
- С 1961 года — 1-й секретарь Подольского горкома КПСС
- С 1963 года — глава «Ленинского производственного управления» на базе нескольких районов Московской области (Подольского, Чеховского, Серпуховского, Домодедовского). За организацию этой работы был награждён орденом Ленина.
- С 1965 года — 1-й секретарь Подольского райкома КПСС
- С августа 1967 года — 2-й секретарь Московского обкома КПСС

В 1971 году был избран кандидатом в члены ЦК КПСС.
С июня 1974 года по 28 декабря 1979 года был 1-м заместителем министра внутренних дел СССР. Член Военного Совета Московского военного округа, депутат Московского областного Совета народных депутатов.
С 22 ноября 1979 года был командирован в Афганистан, где выполнял правительственную миссию, встречался с президентом страны Х. Амином. Вернувшись из командировки, он провёл в Туле Всероссийское совещание начальников УВД.
Застрелился 29 декабря в своей квартире (на надгробии указано 28 декабря) 1979 года в Москве, спустя два дня после штурма дворца Амина советским спецназом в Афганистане.

Смерть была зафиксирована в его рабочем кабинете, он почему-то находился в верхней зимней одежде, но без головного убора, пуля прошла навылет, но самое главное — Папутин был в состоянии сильного алкогольного опьянения.
— Ю. Чурбанов
Как пишет Леонид Млечин в книге ЖЗЛ о Суслове: "Друзья Виктора Папутина рассказывали мне, что в последние недели он сильно пил. У него началось нечто вроде депрессии. Он чувствовал, что может лишиться должности, и тяжело переживал. Судя по всему, нуждался в серьезной медицинской помощи, но это никому не приходило в голову.
В тот день у них с женой вышел скандал. Он прошел в комнату, выпил и выстрелил себе в голову из пистолета, подаренного ему президентом Афганистана Хафизуллой Амином". 
Руководитель СВР Е. М. Примаков утверждал (опубликовано в книге «Очерки истории российской внешней разведки»), что самоубийство В. С. Папутина стало следствием несправедливого отстранения его от должности замминистра МВД для последующего назначения на его место Ю. М. Чурбанова.
Похоронен на Новодевичьем кладбище (7 участок, 16 ряд).

## Награды
- Награждён орденами и медалями СССР, среди которых орден Ленина и медаль «За доблестный труд в Великой Отечественной войне 1941—1945 гг.».
- Почётный гражданин Подольского района (звание присвоено посмертно в 1999 году)[6].